# Віктор Гінзбург
Віктор Гінзбург (англ. Victor Ginzburg, нар. 1959, Москва) — американський кінорежисер, сценарист, кліпмейкер. Режисер фільму «Generation П» (2011).

## Біографія
Віктор Гінзбург народився у 1959 році у Москві. Його дід, Григорій Романович Гінзбург (1904—1961), був відомим піаністом і викладав у Московський консерваторії; батько — відомий музикознавець Лев Григорович Гінзбург (1930-2022).
У віці 15 років Віктор Гінзбург з матір'ю емігрував до США. Навчався у Новій школі соціальних досліджень, яку закінчив у 1978—1979 роках, брав участь у кінематографічній програмі Йоркської школи візуальних мистецтв. Перш ніж розпочати діяльність у царині кіно, Віктор Гінзбург успішно займався кліпмейкерством. Він поставив близько 40 відеокліпів для різних виконавців, серед яких Пет Бенатар, Белінда Карлайл, Джоді Ветлі, Лу Рід і гурт «Парк Горького».
За створення власного кінематографічного стилю і тяжіння до американської школи підпільного кіно відзначений премією «Ураган Девід» (Hurricane David, 1980). Однійєю з найбільш вдалих робіт, які демонструвались телекомпаніями USA Network, MTV (обидві США), Canal Plus (Франція), була визнана футуристична фантазія про жертв церебрального паралічу «Зонд прибульців» (Alien Probe, 1985).
Перша повнометражна стрічка Віктора Гінзбурга «Ненудний сад» (The Restless Garden, 1994), яка, на думку її автора, стала символічною мандрівкою «назустріч до душі батьківщини Росії», виявилась найскандальнішою роботою режисера і викликала неоднозначну реакцію кінокритиків Америки і Європи. Для стрічки характерний епатаж, вона рясніє імітаціями лесбійського кохання (уривки концертів московського гурту «Коррозия Металла»), сценами стриптизу і еротичних давніх російських обрядів, зухвалими концептуальними актами скандальних представників російського авангарду Алли Сігалової, Петлюри, Наташі Кудрявцевої і дуету Ла-Ре. Доволі відверто у фільмі продемонстрований цинізм і нехтування до численної дешевої натури в сцені використання (зі згоди чоловіка) молодої жінки як фотомоделі для журналу «Андрей». Саме через цю сцену фільм не пройшов відбіркову комісію кінофестивалю в Торонто (перша спроба представити стрічку на суд професіоналів) і був забракований як «спекулятивний».